# Baba Jan Tepe
Baba Jan Tepe é um sítio arqueológico no nordeste da província de Lorestão, na borda sul da planície de Delfan a aproximadamente 10 km de Nurabad.